# Flexão (anatomia)

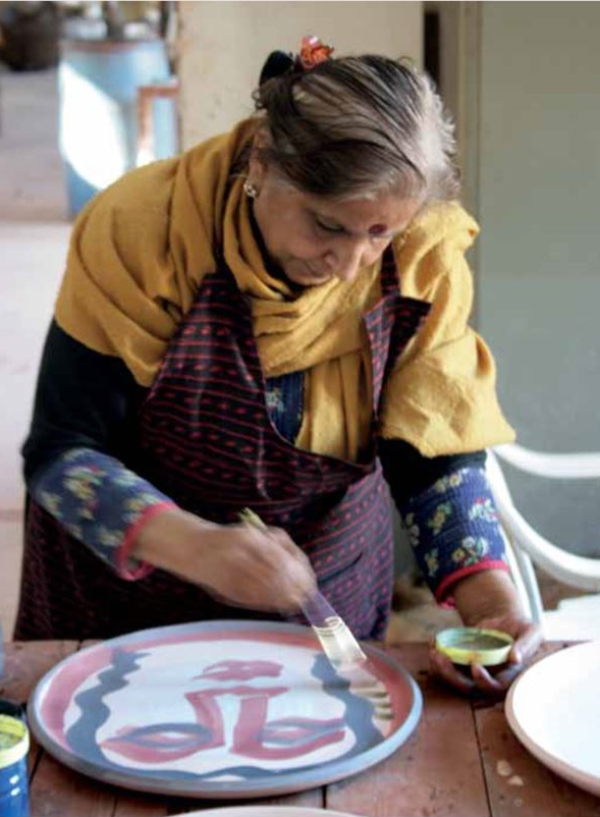
Nesta posição, a senhora se encontra com o antebraço e a coluna vertebral em flexão.

Em Anatomia, flexão indica curvatura entre duas estruturas. Quando se refere, especificamente, à ação de um músculo, costuma ser um movimento feito anteriormente (para a frente), mas não é o caso em algumas articulações.

## Definição
De forma geral, o substantivo flexão quer dizer curvar, dobrar. Em Anatomia, a essência desse termo se mantém: flexão indica o movimento que cria uma  curvatura.
Em outras palavras, flexão é o movimento que diminui o ângulo entre duas estruturas. Considera-se, como referência, que o ângulo de zero grau corresponde a quando as duas estruturas se encontram paralelas. Assim, visto que realizar uma flexão é diminuir o ângulo naturalmente encontrado entre duas estruturas (isto é, o ângulo observado em posição anatômica), podemos afirmar que a flexão aproxima esse ângulo de zero.
Na maioria das articulações, chama-se de flexão o movimento realizado anteriormente. É o caso da articulação do cotovelo, na qual flexionar o antebraço equivale a trazê-lo para a frente, de modo que o ângulo entre o úmero e a ulna diminui.
Os verbos que podemos utilizar para expressar a realização de uma flexão são flexionar e fletir. Já os músculos responsáveis pela flexão são chamados de flexores.
O oposto da flexão é a extensão. Extensão, portanto, quer dizer aumentar o ângulo entre duas estruturas, geralmente retificando-as. Dessa maneira, ao estendermos o antebraço, ele se torna alinhado com o braço e o ângulo entre eles aumenta: torna-se de 180 graus em extensão completa.

## Flexão lateral

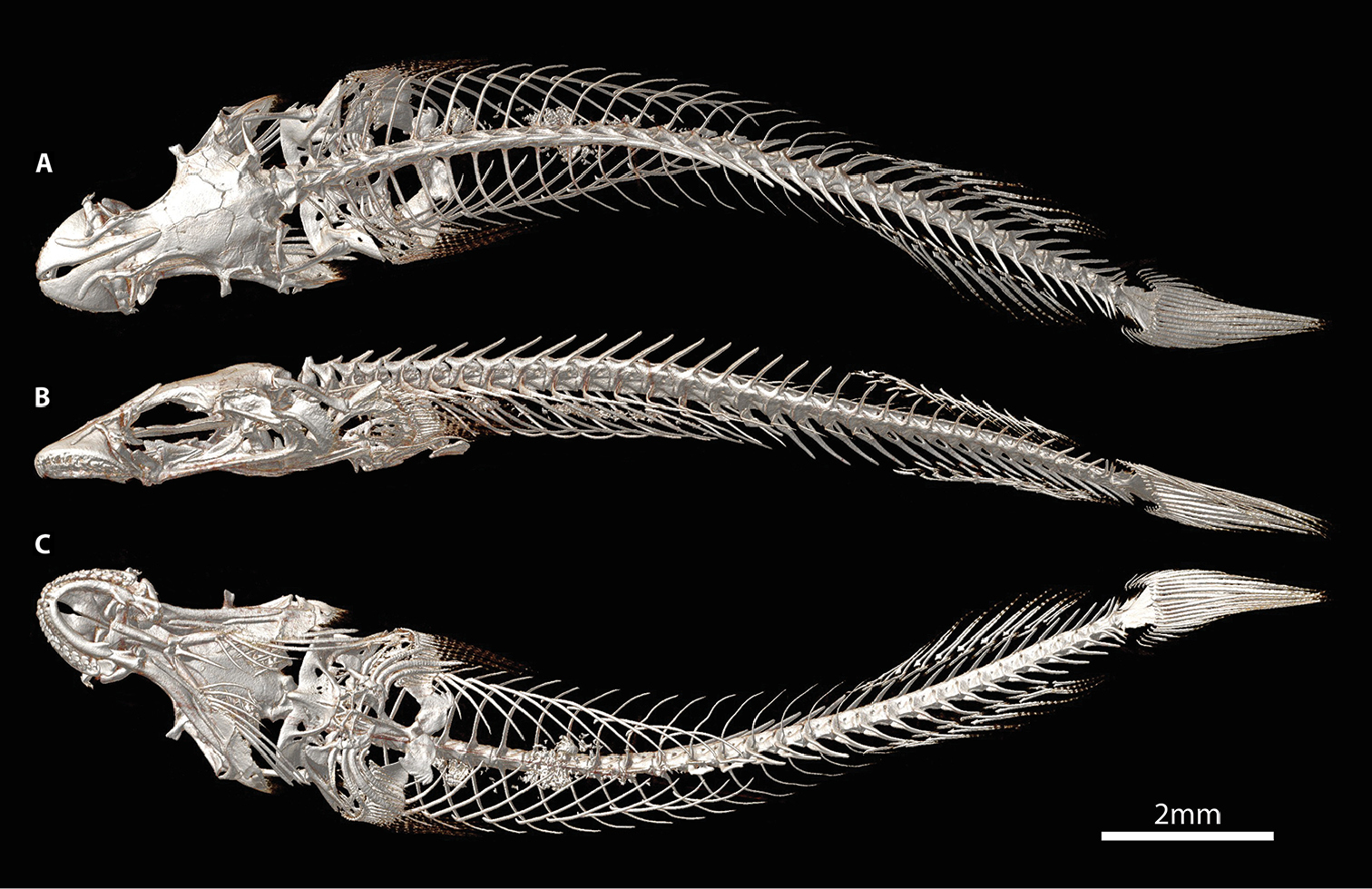
Em A e C, esqueleto não humano, com coluna vertebral fletida lateralmente.

Na coluna vertebral, a flexão pode ser realizada em mais de um sentido: é possível criar uma dobra em sentido anterior (para a frente) ou lateralmente (para a esquerda ou a direita). Assim, para diferenciar tais movimentos, aquele que é efetuado anteriormente recebe o nome de flexão, apenas; enquanto a movimentação para os lados é denominada flexão lateral.

## Exemplos
A galeria a seguir contempla algumas exemplificações de flexão. Dado que é um movimento bastante prevalente entre as articulações do corpo humano (como ombro, cotovelo, punho, juntas dos dedos, quadril, joelho, tornozelo e articulações da coluna vertebral), a flexão de diversas estruturas é exigida para a execução de tarefas cotidianas.

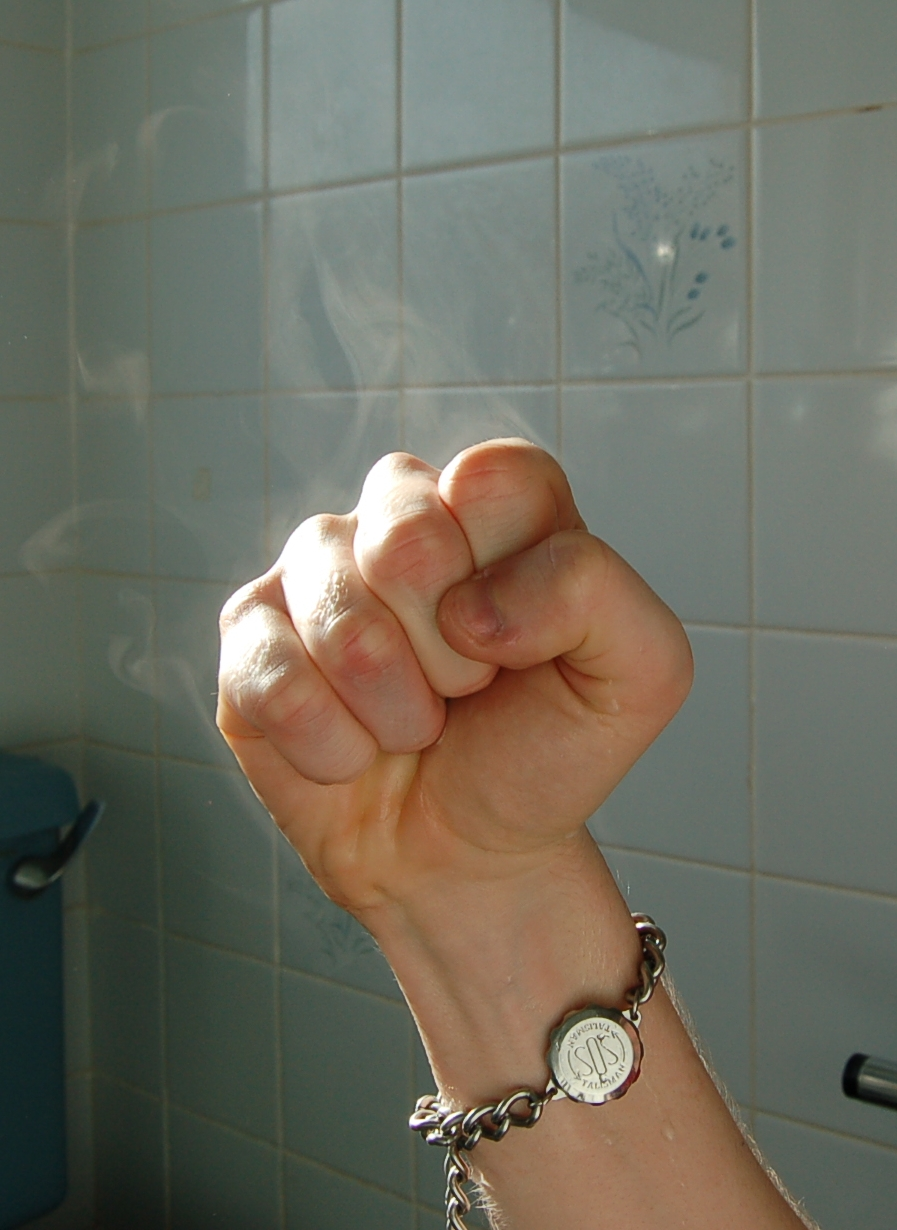
Dedos da mão com suas articulações fletidas.
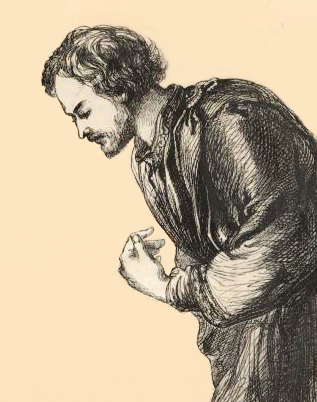
Em uma reverência, o tronco se flete.
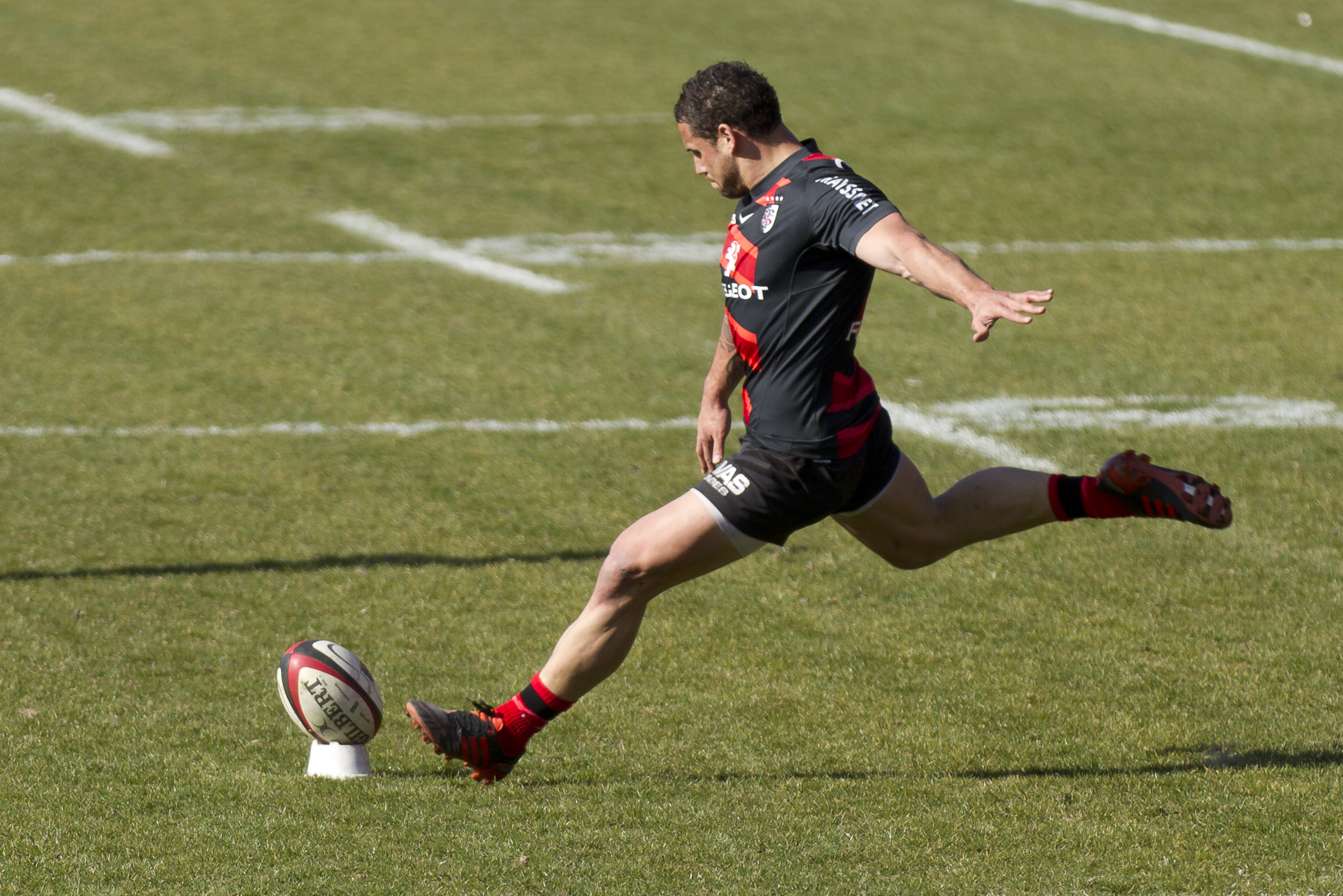
Para chutar, é preciso flexionar a perna e depois estendê-la. Na imagem, a perna direita está fletida, ao passo que a esquerda se  encontra estendida.

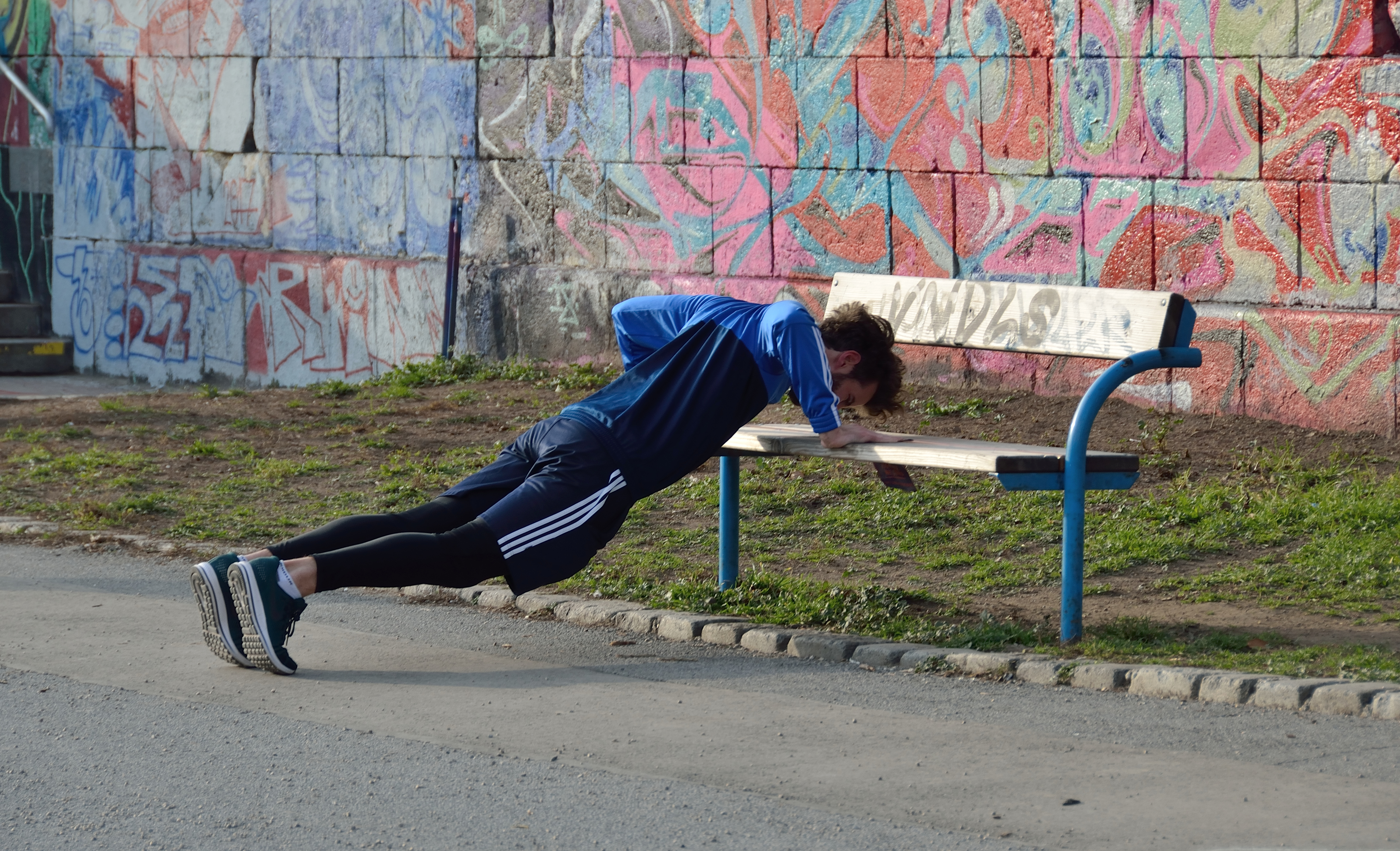
As chamadas abdominais são uma modalidade de exercício físico na qual se exige dos músculos localizados anteriormente no abdome, responsáveis pela flexão do tronco.
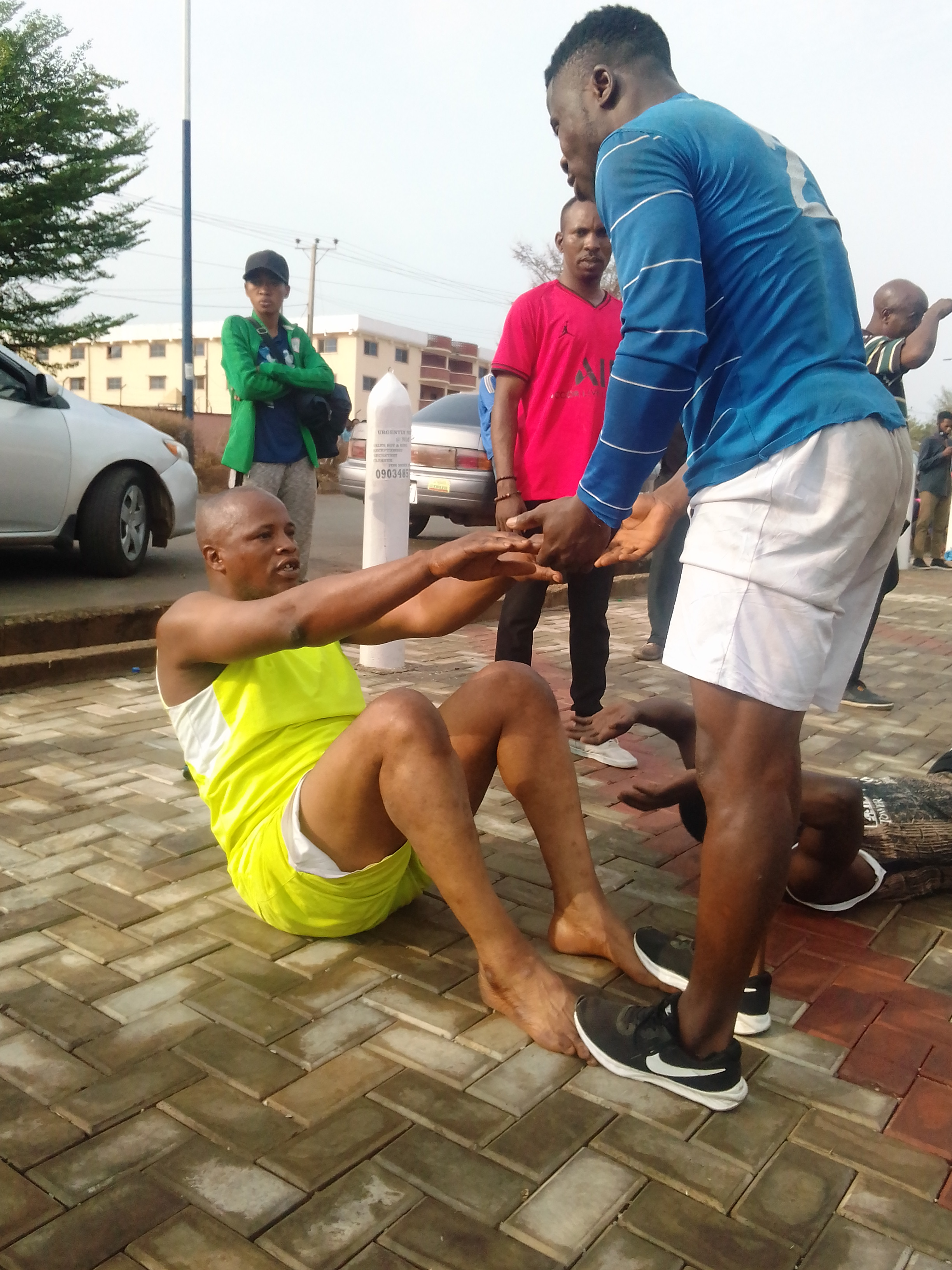
As chamadas abdominais são uma modalidade de exercício físico na qual se exige dos músculos localizados anteriormente no abdome, responsáveis pela flexão do tronco.